# Seminario diocesano di Pavia
Il Seminario diocesano di Pavia forma i futuri presbiteri della diocesi di Pavia. È situato nell'antico monastero longobardo di Santa Maria Teodote, detto anche "della Pusterla".

## Storia
Il Seminario di Pavia venne fondato dal vescovo Ippolito de' Rossi di ritorno dal Concilio di Trento e risultava già attivo nel settembre 1564. Era inizialmente situato nei pressi della Cattedrale. Nel 1615 la sede del seminario fu trasferita nel soppresso monastero di Sant'Andrea dei Reali e l’ente fu dotato di alcuni benefici ecclesiastici. Inizialmente, la comunità risultava formata da appena una ventina di giovani, affidati alle cure di un “maestro”, ossia il rettore. Nonostante la vicina presenza di una facoltà di teologia presso l’Università, gli studi preparatori avvenivano all’interno del seminario a cura del rettore e di un ristretto numero di docenti, mentre per quelli teologici ci si rivolgeva spesso agli istituti degli ordini religiosi presenti in città.
Negli anni successivi il numero dei seminaristi crebbe lentamente: erano 24 nel 1662, 27 nel 1676, 46 alla fine del secolo e 60 agli inizi del Settecento. Si trattava, comunque, di numeri assolutamente sproporzionati rispetto alle dimensioni della diocesi, che a quel tempo contava quasi duecento parrocchie, e si stendeva su ben tre stati: la Lombardia spagnola e poi austriaca, il ducato di Parma e il Piemonte sabaudo.
Il Settecento fu caratterizzato dalla presenza di alcune figure di vescovi che dedicarono grandi energie alla cura del seminario. In particolare, Jacopo Antonio Morigia scrisse un nuovo regolamento, mentre Francesco Pertusati volle la presenza fissa di un direttore spirituale interno, funzione che fino ad allora era stata demandata ai padri barnabiti di Santa Maria di Canepanova. Nel 1786 l’imperatore Giuseppe II decise di riunire tutti i seminaristi lombardi in un unico Seminario Generale, collocato a Pavia presso l’ex convento domenicano di San Tommaso. Anche i seminaristi pavesi si dovettero perciò trasferire nel nuovo Seminario Generale per la loro formazione teologica, mentre i corsi di grammatica, umanità e retorica erano ospitati nella Casa degli Ordinandi, gestita dai Preti della Missione di san Vincenzo de' Paoli, presso la chiesa dei Santi Giacomo e Filippo. In questo periodo il vescovo Bartolomeo Olivazzi, su pressione del re di Sardegna, dovette aprire per i chierici della parte piemontese della diocesi un secondo seminario a Valenza, che continuò la sua attività fino al 1796, quando fu requisito dai militari francesi, per essere infine soppresso da Napoleone nel 1809.
Alla morte di Giuseppe II (1790) il Seminario Generale fu chiuso, e il vescovo Giuseppe Bertieri, grazie ai suoi buoni rapporti con la corte viennese, poté riaprire l’antica sede di Sant'Andrea dei Reali. Ben presto, tuttavia, il seminario venne nuovamente requisito dalle truppe austriache e nel 1795 l’edificio venne adibito a caserma e magazzino. A seguito, poi, delle guerre napoleoniche e degli sconvolgimenti politici che ne seguirono il seminario rimase chiuso per una decina d’anni. Venne, infatti, riaperto solo nel 1808 dal vescovo Paolo Lamberto D'Allègre, radunando i primi nuovi trenta alunni dell'istituto nella vecchia sede di Sant'Andrea dei Reali. Alla sua morte nel 1821, il vescovo lasciò in eredità al seminario due terzi del suo patrimonio, consentendo, così, al suo successore Luigi Tosi di acquistare l’ex Canonica dei Lateranensi presso San Pietro in Ciel d’Oro, che per un quarantennio fu la sede ideale per il seminario. Era, infatti, situata ai margini del centro cittadino, con un edificio ampio e luminoso circondato da ampie ortaglie. In quegli anni il numero dei seminaristi continuò a crescere fino a raggiungere il centinaio di studenti. Tosi rielaborò anche il regolamento, arricchendo l’offerta formativa e ampliando il numero dei docenti sia dei corsi di umanità che di filosofia e teologia. Ottenne, inoltre, dal governo l’assegnazione di numerosi benefici vacanti per incrementare il patrimonio dell’istituzione e lasciò alla sua morte nel 1845 un terzo delle sue sostanze al seminario.
Appena tre anni dopo, nel 1848, mentre la sede episcopale era ancora vacante, le truppe austriache presero possesso dello stabile e lo trasformarono in ospedale militare. I seminaristi pavesi risentirono del clima generale e in alcuni casi parteciparono attivamente ai moti risorgimentali del ’48, subendo poi ritorsioni con il ritorno in città degli austriaci. Il seminario fu nuovamente requisito tra il 1854 e il 1856 per essere adibito a ospedale per i colerosi, mentre i seminaristi venivano ospitati a Palazzo Botta Adorno. Nel 1851 il nuovo vescovo Angelo Ramazzotti ne assunse direttamente la conduzione e rinnovò completamente il corpo docente, eliminando qualsiasi influenza di stampo giansenista. Nel 1859 il seminario ebbe a soffrire una nuova occupazione da parte delle truppe austriache prima, poi francesi e infine piemontesi. Docenti ed alunni furono accolti, tra mille disagi, nel palazzo vescovile. Fu soprattutto il clima culturale a creare una situazione difficile per la vita del seminario, riducendo drasticamente il numero dei suoi alunni (scesi a una trentina) in coincidenza con una lunghissima vacanza della sede, protrattasi fino al 1871. Nel frattempo il vicario capitolare della diocesi, Vincenzo Gandini, già docente e rettore del seminario al tempo di Tosi, riuscì nel 1865 a vendere lo stabilimento di San Pietro in Ciel d’Oro al Demanio militare per acquistare l’ex monastero della Pusterla e provvedere al suo restauro. Due anni dopo vi si insediarono i chierici. Nel 1871, l’edificio accolse anche il vescovo Lucido Maria Parocchi, impedito a prendere possesso della sua sede dalle turbolente vicende politiche del tempo. Il suo successore, Agostino Gaetano Riboldi, eletto vescovo di Pavia nel 1877, diede al seminario non solo un nuovo regolamento, ma un'impostazione assolutamente innovativa dal punto di vista didattico. Qui, infatti, vi insegnarono alcune tra le menti più brillanti della diocesi e figure di spicco nel panorama culturale italiano, molti dei quali divennero poi vescovi a loro volta: Pietro Maffi, Rodolfo Majocchi, Antonio Anastasio Rossi, Giovanni Cazzani, Ferdinando Rodolfi, Francesco Magani. L’impronta data dal Riboldi alla diocesi e al seminario rimase evidente fino al periodo seguito al Concilio Vaticano II, di volta in volta reinterpretata dai rettori che si sono succeduti in questo arco di tempo, come Antonio Poma, Luigi Maverna e Paolo Magnani.

## La cappella di San Salvatore
Questa piccola cappella, risalente alla fine del secolo XV, possiede un impianto a croce greca ed è sormontata da cinque piccole cupole.
L'interno, affrescato secondo lo stile lombardo rinascimentale, rappresenta la gloria del Paradiso: si notano, a partire dall'alto, i Patriarchi e i Profeti, alcune scene della vita del Signore, gli Apostoli, i Martiri, le Vergini e i Confessori della fede.
Posti di rilievo occupano i santi appartenenti all'ordine benedettino, in modo particolare, san Benedetto e santa Scolastica.
La cupola centrale della chiesetta ospita le schiere angeliche disposte in tre giri, ciascuno di nove: alcuni angeli sono in atteggiamento di preghiera, altri tengono in mano strumenti musicali.
Nelle cupolette minori si trovano i quattro Dottori della Chiesa d'Occidente: Sant'Agostino, Sant'Ambrogio,  San Girolamo e San Gregorio Magno.
Nell'abside è rappresentata l'Ascensione di Gesù al cielo: di particolare rilievo è il fatto che del Signore vengano raffigurati soltanto i  piedi (che lasciano le loro impronte sulla roccia sottostante) e la parte inferiore della tunica.
Questo ciclo di affreschi viene attribuito al pittore pavese Bernardino Lanzani e alla sua scuola.

## La comunità
Al 2015, la comunità del seminario è formata da sette teologi, due studenti di propedeutica e quattro appartenenti della comunità vocazionale. Il numero apparentemente ristretto, se posto in relazione ai 140 000 abitanti della diocesi dimostra una realtà vocazionale meno in crisi che altrove.
Tra i rettori che negli anni si sono succeduti alla guida del seminario val la pena ricordare mons. Antonio Poma, arcivescovo di Bologna e presidente della CEI dal 1969 al 1979, mons. Luigi Maverna, assistente nazionale dell'azione cattolica e arcivescovo di Ferrara, mons. Paolo Magnani, vescovo di Treviso, mons. Adriano Migliavacca, vicario generale della diocesi di Pavia e mons. Andrea Migliavacca, vescovo di San Miniato. Dal 1º dicembre 2015 rettore del seminario è don Davide Diegoli, cancelliere vescovile, responsabile della pastorale giovanile e dell'azione cattolica diocesana.
Il seminario si appoggia alla Facoltà teologica dell'Italia settentrionale di Milano.
Ai seminaristi è affidato un incarico pastorale che abitualmente consiste nella collaborazione con una parrocchia nel fine settimana.

## Rettori
Elenco cronologico dei rettori:
- Giovanni Antonio Giraldi, C.R.S. (1570)
- Alessandro Cimarello, C.R.S (1570-1572)
- Pasio Bignoti (1572-1573)
- Galeazzo Pietra (1573-1577)
- Alberto Tosino (1577-1578)
- Guglielmo Cretto (1578-1579)
- Gabriello Rossini (1579-1580)
- Augusto Barbò (1580-1583)
- Camillo Setti (1583-1586)
- Costantino Ongaresio (1586)
- Giovanni Maria Bogliani (1586-1595)
- Ferrante Maggio (1595-1602)
- Domenico Anfossi (1602-1606)
- Stefano Gastoldi (1606-1607)
- Giacomo Antonio Marini (1608)
- Emmanuele Zaccaria (1630-1635)
- Siro Bislachi (1646-1647)
- Pierfrancesco Roveda (1647-1649)
- Sebastiano Manidi (1649-?)
- Siro Antonio Capsone (1662-1664)
- Carlo Zanardi (1664-?)
- Giovanni Antonio Bellone (1680-1682)
- Giuseppe Cosari (1682-1685)
- Giacomo Francesco Bernerio (1700-1706)
- Panigarola (1713)
- Giuseppe Bonomi (1723)
- Domenico Garlaschelli (1726)
- Giuseppe Pasio (1730-1732)
- Stefano Gatti (?-1744)
- Giovanni Battista Orsi (1745-1749)
- Cesare Bergamasco (1771-1786)
- Giovanni Battista Bensi (1787-?)
- Giovanni Antonio Comi, O.P. (1792-1815)
- Luigi Quarti, C.R.S. (1818-1822)
- Luigi Tosi (1826-1829)
- Vincenzo Gandini (1829-1851)
- Angelo Ramazzotti, O.SS.C.A. (1851-1858)
- Francesco Barani (1858-1862)
- Francesco Bazzini (1862-1872)
- Lucido Maria Parocchi (1872-1877)
- Alessandro Re (1877-1882)
- Giovanni Pionni (1882-1899)
- Pietro Maffi (1899-1902)
- Giovanni Cazzani (1902-1904)
- Luigi Valle (1904-1912)
- Edoardo Casiroli (1912-1924)
- Giovanni Pravedoni (1924-1946)
- Antonio Poma (1947-1951)
- Luigi Maverna (1951-1965)
- Paolo Magnani (1965-1977)
- Luigi Celeste Maffi (1977-1981)
- Adriano Migliavacca (1981-1996)
- Bruno Malcovati (1996-2001)
- Andrea Migliavacca (2001-2015)
- Davide Diegoli (2015-2020)
- Giacomo Ravizza (2020-2023)
- Giovanni Iacono (dal 2023)